# 青23号
青23号とは（あお23ごう､Blue No. 23）は、日本国有鉄道（国鉄）が定めた色名称の1つである。

## 概要
マンセル値は「2.6PB 3.3/6.0」。
国鉄型電車の421系、423系、415系(鋼製車)、457系、475系、717系200・900番台、国鉄型気動車の新塗装として1985年から採用されている。

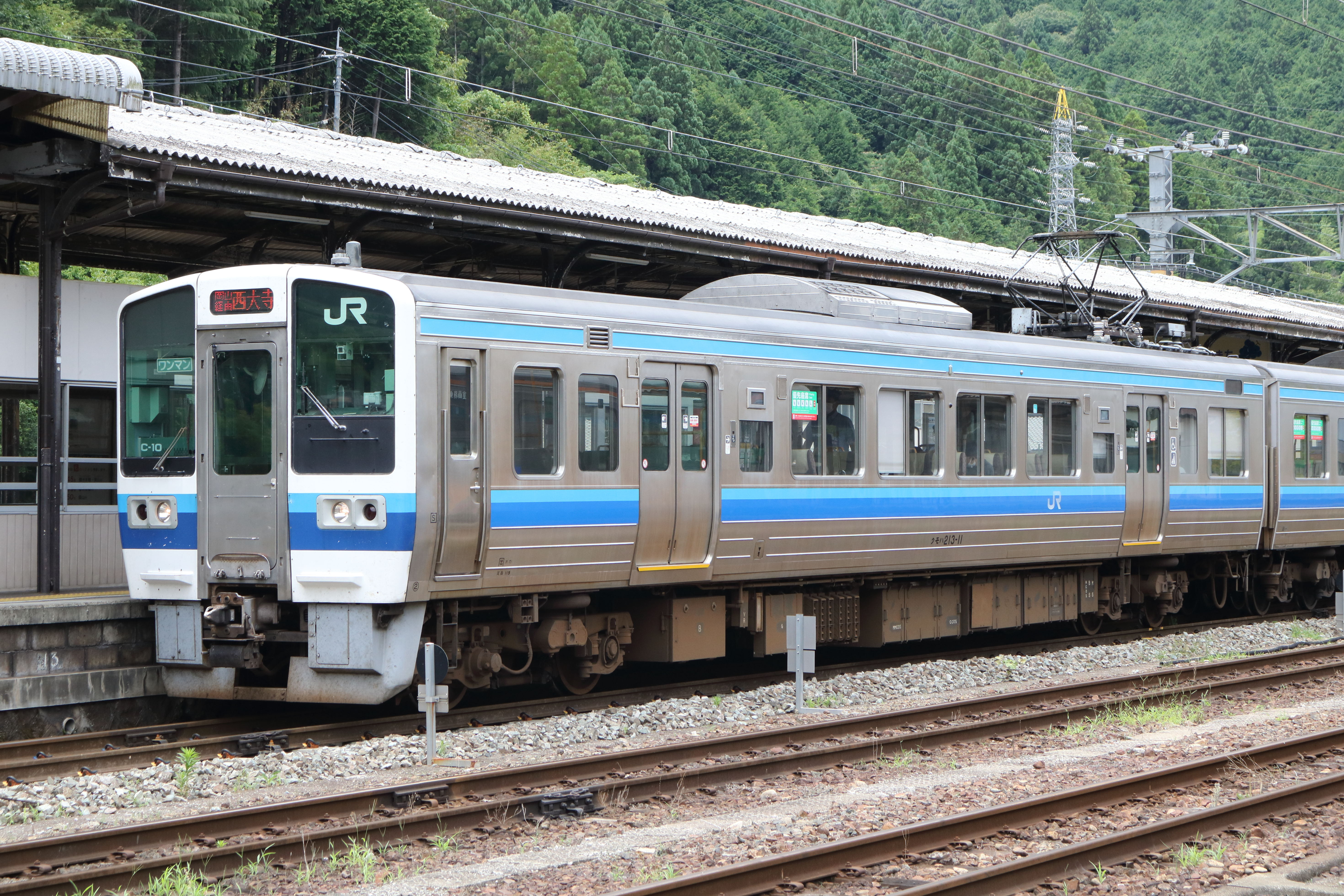
JR西日本213系

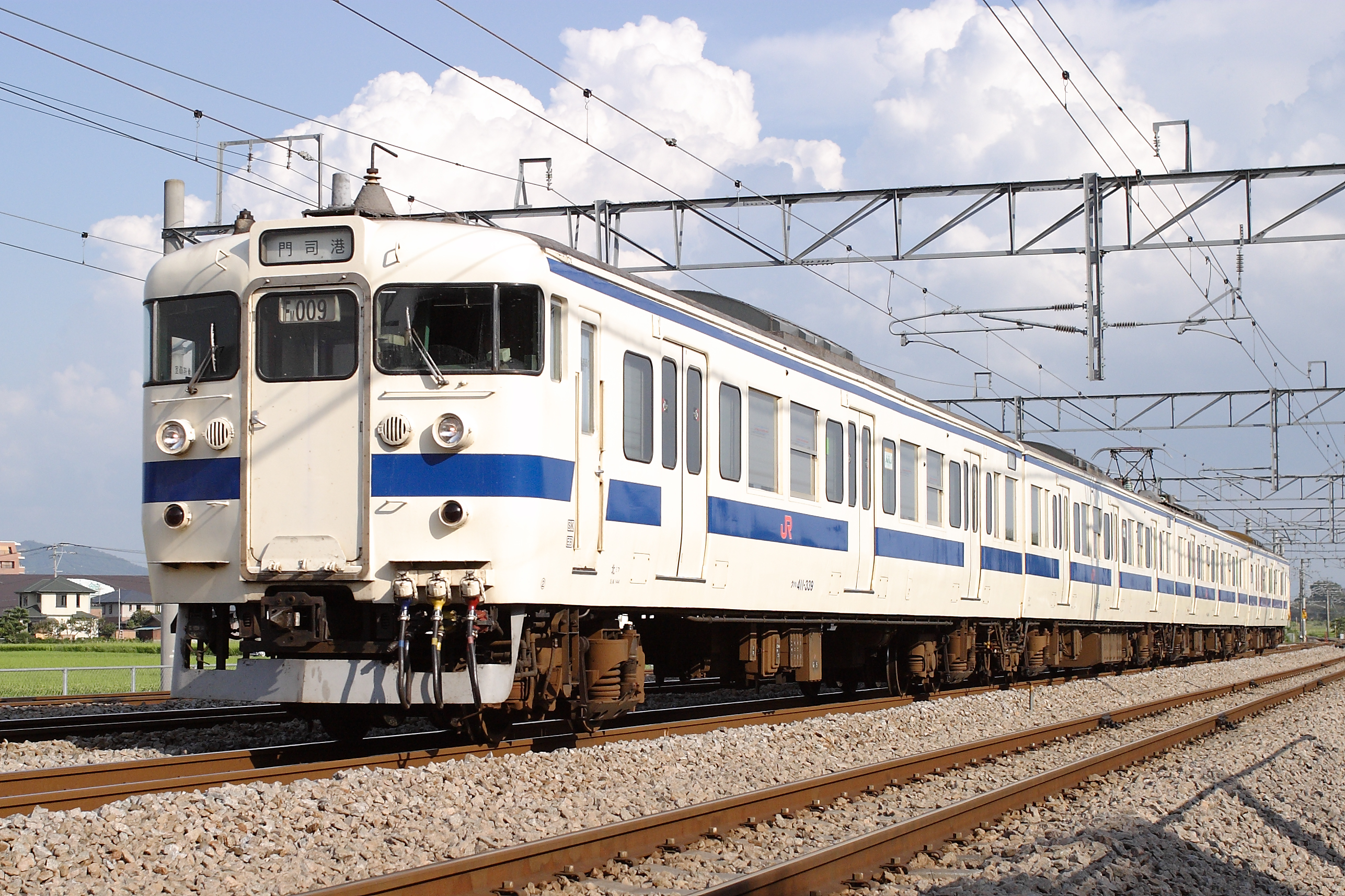
JR九州415系鋼製車

## 使用車両
- 421系、423系、415系鋼製車、457・475系、713系、715系、717系200・900番台、国鉄型気動車のJR九州色
- JR西日本213系の帯色
- 新幹線N700S系電車（2021年度以降の増備車）[要出典]
- JR西日本521系電車

## 関連項目

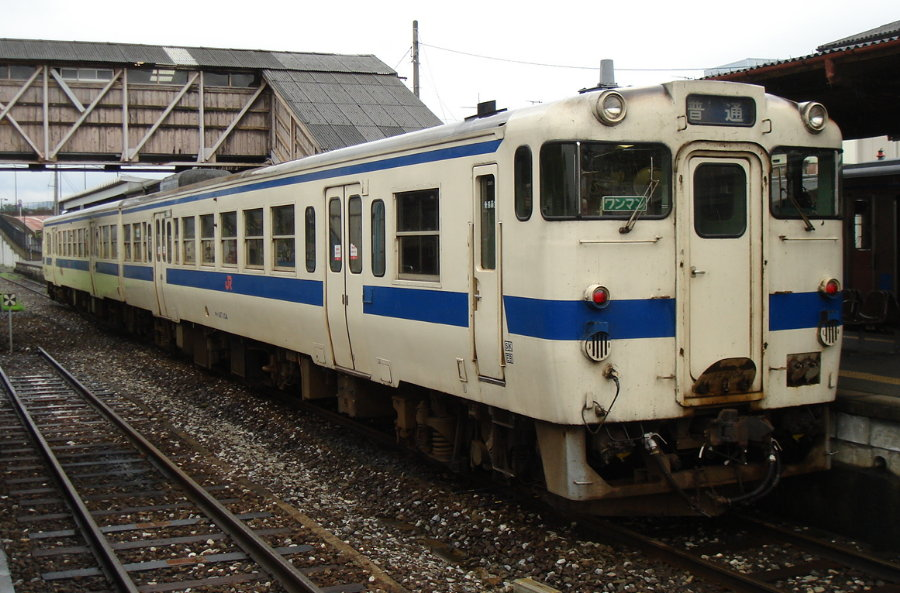
JR九州キハ147形